# Syrmaticus mikado

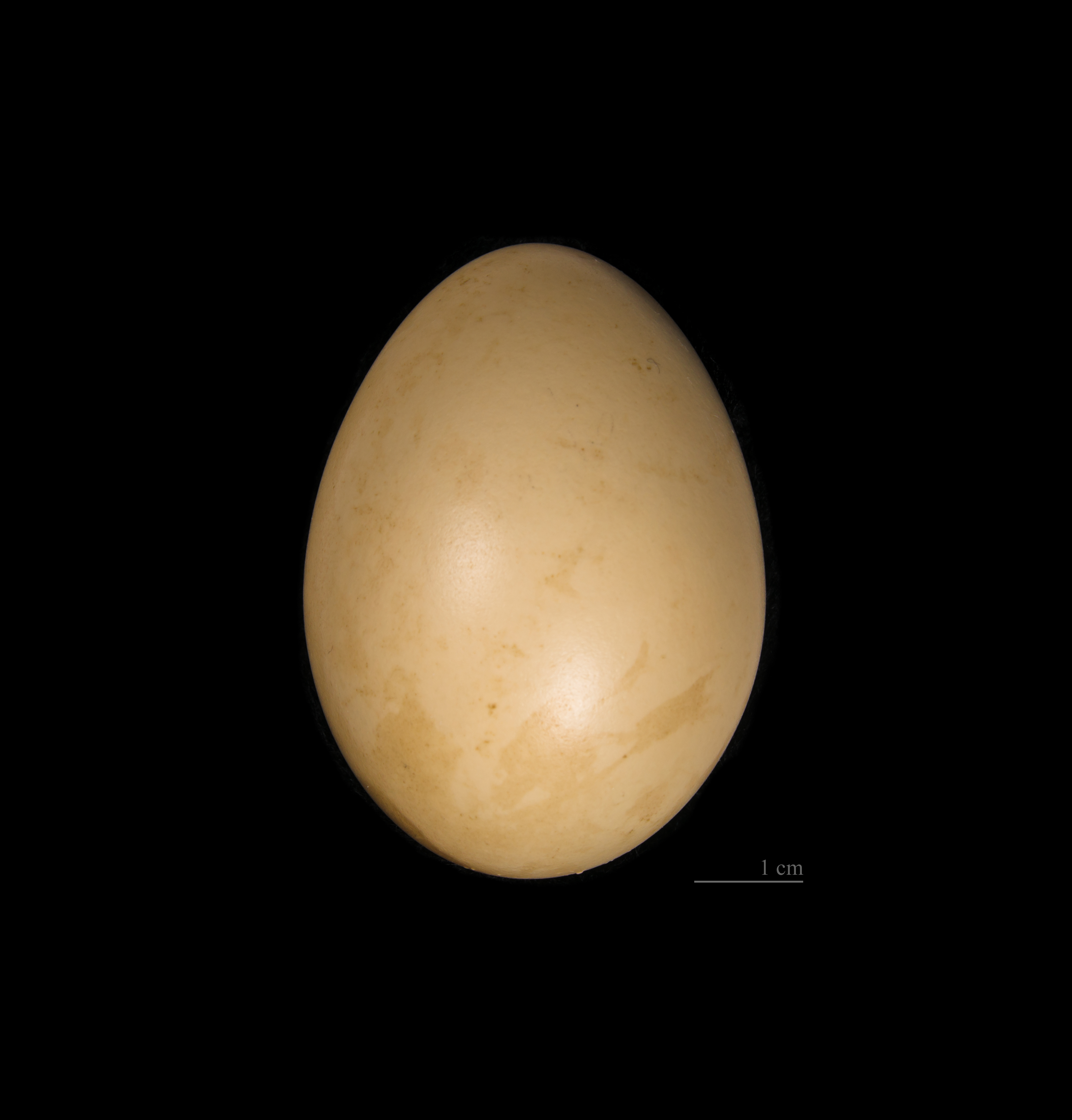
Syrmaticus mikado

Gà lôi đuôi dài Đài Loan (danh pháp khoa học Syrmaticus mikado) là một loài chim trong họ Phasianidae.
Đây là loài đặc hữu cho vùng núi của Đài Loan. Loài này chiếm diện tích cây bụi dày đặc, phát triển tre và địa hình cỏ với cây lá kim tán trên ở miền trung và miền nam Đài Loan, từ năm 2000 đến 3200 mét trên mực nước biển